# 范端莊
范端莊（1978年5月27日—），本名范氏端莊（Phạm Thị Đoan Trang），出生於越南社會主義共和國河內市，是女性記者、部落客、人權活動家、持不同政見者。
她因為支持越南民主運動，並在網際網路上公開批評越南共產黨一黨專政，還出版《平民政治》（Chính trị bình dân）書籍來啟發越南民眾的公民意識，結果被越南共產黨政權以反政府的羅織罪名逮捕，於2021年12月14日被河內市人民法院裁定犯“煽動顛覆國家政權罪”，獲刑9年。

## 外部連結
- 范端莊的Facebook專頁
- 范端莊Blog個人頁 （页面存档备份，存于）